# Wolfgang Jeschke
Wolfgang Jeschke (ur. 19 listopada 1936 w Děčínie, zm. 10 czerwca 2015) – niemiecki pisarz science-fiction i redaktor działu fantastyki naukowej w wydawnictwie Heyne Verlag. W 1987 roku zdobył Harrison Award za wybitne osiągnięcia w science-fiction. W twórczości interesowała go problematyka duchowego rozwoju ludzkości oraz podróży w czasie.

## Życiorys
W 1956 roku ukończył szkołę mechaniczną. W 1959 roku zaczął studia na Uniwersytecie Monachijskim na wydziałach germanistyki, anglistyki i filozofii. W 1969 roku został redaktorem w wydawnictwie Lichtenberg Veralg, gdzie pracował do 1971 roku. Dwa lata później zaczął współpracować z Wilhelm Heyne Veralg, gdzie został redaktorem serii Science fiction dla znawców. Jako autor zadebiutował w 1956 roku opowiadaniami, które w 1970 roku pojawiły się w zbiorze Der Zeiter.

## Publikacje przetłumaczone na język polski
- Ostatni dzień stworzenia(inne języki) (niem. Der letzte tag der schopfung, 1981; polskie wyd. Krajowa Agencja Wydawnicza, 1987)
- Pielgrzymi czasu (niem. Der Zeiter, 1970; polskie wyd. ALFA, 1990)